# Siversky Donets-Donbaskanaal
Het Siversky Donets - Donbaskanaal (Oekraïens: Канал Сіверський Донець - Донбас; Russisch: Канал Северский Донец - Донбасс) is een kanaal in de oblast Donetsk in Oost-Oekraïne, dat de Severski Donets verbindt met de bron van de Kalmioes. Het kanaal werd in de jaren 1954 - 1958 aangelegd om de watervoorziening voor de industrie en de bevolking in de oblast te verbeteren.
Het kanaal heeft een lengte van 133,4 km en stroomt in zuidelijke richting langs de steden Tsjasiv Jar en Horlivka. Het bestaat deels uit reguliere kanalen en deels uit pijpen. Er bevinden zich vier pompstations in het kanaal om het water naar hoger gelegen delen te pompen.
Tijdens de oorlog in Oost-Oekraïne doorkruiste de frontlinie lange tijd het kanaal en raakte het kanaal beschadigd.